# Municipio de Ross (condado de Monroe)
El municipio de Ross  (en inglés: Ross Township) es un municipio ubicado en el condado de Monroe en el estado estadounidense de Pensilvania. En el año 2000 tenía una población de 5.435 habitantes y una densidad poblacional de 92,8 personas por km².

## Geografía
El municipio de Ross se encuentra ubicado en las coordenadas 40°51′00″N 75°22′59″O / 40.85000, -75.38306.

## Demografía
Según la Oficina del Censo en 2000 los ingresos medios por hogar en la localidad eran de $48,750 y los ingresos medios por familia eran $52,639. Los hombres tenían unos ingresos medios de $40,716 frente a los $28,750 para las mujeres. La renta per cápita para la localidad era de $20,002. Alrededor del 7,2% de la población estaban por debajo del umbral de pobreza.